# Egon Norinder
Egon Ottar Vilhelm Norinder, född 24 juni 1903 i Norrköping, död 18 mars 1986 i Strängnäs domkyrkoförsamling, var en svensk läkare. 
Egon Norinder blev efter studentexamen i Uppsala 1922 medicine kandidat 1926, medicine licentiat 1932 och medicine doktor i Uppsala 1939 på avhandlingen Spektralanalytische Untersuchungen über den Kationengehalt des Blutserums, unter besonderer Berücksichtigung der Schwangerschaft. 
Norinder var extra ordinarie amanuens på patologiska institutionen i Uppsala 1927–1928, assistent där 1933, assistentläkare och t.f. amanuens på Akademiska sjukhusets kirurgiska klinik 1934, extra läkare och t.f. amanuens där 1935, underläkare på Sundsvalls lasarett 1934, på Karlshamns lasarett 1935, underläkare på Vanföreanstalten i Härnösand 1935–1937, amanuens vid kvinnokliniken på Akademiska sjukhuset 1937–1941, underläkare vid kirurgiska kliniken 1941–1945, t.f. överläkare vid kirurgiska avdelningen på Uddevalla lasarett 1946, underläkare vid kirurgiska och medicinska klinikerna på Sahlgrenska sjukhuset 1945–1951, överläkare och styresman på Ljusdals lasarett 1951–1956, överläkare vid kirurgiska avdelningen på Sandvikens lasarett 1956–1957 (tjänstledig) och överläkare på Ljusdals lasarett 1957–1971. Han blev bataljonsläkare i Fältläkarkårens reserv 1951. Han författade skrifter i kirurgi, patologi och gynekologi.
Egon Norinder, var tillsammans med bröderna Harald Norinder och Yngve Norinder, son till lokomotivmästare Ernst Norinder och Ellen Jonsson. Norinder är begraven på Svinnegarns kyrkogård.